# استولووی
استولووی (به صربی: Stolovi) یک کوه در صربستان است که در کرالیفو واقع شده‌است. استولووی ۱٬۳۷۵ متر بالاتر از سطح دریا واقع شده‌است.